# アルファロメオ・P1
アルファロメオ・P1(Alfa Romeo P1)は、1923 年にアルファ ロメオが製造した最初のグランプリカー。

## 概要
このマシンは、1923年 モンツァで開催されたイタリアGPに、アントニオ・アスカリ、ジュゼッペ・カンパリおよびウーゴ・シボッチの3名が出場する予定だったが、シボッチは 1923 年 9 月 GP に向けて練習していたときに事故を起こし、死亡した。 アルファロメオは競争から撤退し、車の開発は中止された。この車は 2.0 L 直列6気筒エンジンを搭載し、5,000 rpm で 95 bhp (71 kW) を発生した。 ボアは65mm、ストロークは100mm。
1924 年に、ルーツ式スーパーチャージャーを備えた新しいバージョン P1 コンプレッサー 1924 となった。
1923 年 ヴィットリオ・ヤーノがアルファ ロメオに属し、新車の設計を担当し、P2 が誕生した。